# Lopatîn, Kozeatîn
Lopatîn (în ucraineană Лопатин) este un sat în comuna Mîkolaiivka din raionul Kozeatîn, regiunea Vinnița, Ucraina.

## Demografie
Componența lingvistică a localității Lopatîn
     Ucraineană (98,53%)
     Rusă (1,47%)
Conform recensământului din 2001, majoritatea populației localității Lopatîn era vorbitoare de ucraineană (98,53%), existând în minoritate și vorbitori de rusă (1,47%).